# II. Gozelon alsó-lotaringiai herceg
II. Gozelon alsó-lotaringiai herceg (1008 – 1046) középkori német nemesúr, a Német-római Birodalomhoz tartozó Lotaringiai Hercegség ura, apja I. Gozelon alsó-lotaringiai herceg.
1044-ben I. Gozelon halála után legidősebb fia, Godfrey csak Verdun városát és Felső-Lotaringiát örökölte. III. Henrik császár, tartva az egyesített Lotaringiai Hercegség erejétől, Alsó-Lotaringiát előtt Gozelo második fiának, II. Gozelonnak adta, majd annak halálakor, 1046-ban Luxemburgi Frigyest nevezte ki alsó-lotaringiai hercegnek.
A fennmaradt gúnynevek alapján II. Gozelon nem lehetett rátermett uralkodó és feltehetőleg elmebeteg is volt.